# Addis Pablo
Pour les articles homonymes, voir Pablo et Swaby.
Addis Pablo (né Addis Swaby en 1989) est un musicien de reggae et de dub jamaïcain actif au sein du groupe Suns of Dub. Il est le fils d'Augustus Pablo.

## Biographie
Addis Swaby nait en 1989 dans le New Jersey, mais il est encore nourrisson lorsqu'il retourne avec sa mère, Karen Scott, et son père à Kingston. Il grandit dans le studio qu'y a aménagé son père, le célèbre joueur de mélodica et producteur Augustus Pablo, et vit au milieu des multiples instruments de musique et au contact des nombreux musiciens qui fréquentent continuellement le studio. Il apprend la guitare très jeune, puis se met aux percussions. 
Il n'a que 10 ans lorsque son père décède à l'âge de 44 ans. Encouragé par les amis de son père, notamment Earl Smith, Sangie Davis ou Cudjoe Addis décide un jour de se mettre à jouer du mélodica. Comme il le reconnait lui-même, « cela n'a pas été facile comme décision à prendre, car le nom de mon père est devenu synonyme de cet instrument ».
En 2005, à l'âge de 16 ans, Addis Pablo, qui a repris le nom de scène de son père, commence sa carrière en tant que musicien et compositeur. Il participe notamment chaque année au concert annuel rendant hommage à Augustus Pablo, avec les musiciens de l'ancien groupe de son père. Outre sa participation à de nombreux concerts aux côtés des vedettes de la scène reggae jamaïcaine, Addis s'est également produit aux États-Unis en compagnie des Mighty Diamonds ou encore de Michael Rose.  
En 2011, il rencontre dans le magasin de disque de son père, Rockers International, le selecter et producteur Ras Jammy, originaire de Trinidad et commence à travailler avec lui sur ce qui deviendra le projet Suns of Dub. Parallèlement Addis Pablo poursuit ses propres projets en enregistrant de nombreux singles en collaboration avec d'autres musiciens jamaïcains. En 2013, il part en tournée en Europe avec Suns of Dub. En 2014 il sort son premier album intitulé In my Father's House en collaboration avec Earl 16.

## Discographie
Albums
- In my Father's House (Jahsolidrock, 2014)

Singles
- Wareika Mystic / Praise To Jah (plit avec Chezidek /Jahsolidrock, 2013)
- One Love, One Heart, One Family (Jahsolidrock, 2013)
- Walls Of Jericho (split avec Jah Exile / Jahsolidrock, 2013)
- Present Selassie Souljahz In Dub (& The Suns Of Dub / Royal Order Music, 2013)
- Pablo Inna De Yard / Inna De Dub (split avec Franklyn Irving / Corner Stone Music, 2014)